# Stehová tkanina
Stehová tkanina (angl.:backstitch cloth, něm.: Steppgewebe) je souhrnné označení pro textilie s plastickým, reliéfním povrchem na lícní straně.

## Způsob výroby
Tkanina se zhotovuje ze dvou osnov a z jednoho až tří systémů útkových nití.
Např. u tkaniny se dvěma osnovami a dvěma útky sestává základní tkanina z osnovy a útku protkaných pevně napnutou stehovou osnovou, která spolu s výplňkovým útkem na určitých místech k sobě přitahuje základní tkaninu a tak tvoří zářezy, což jsou zároveň kontury různě tvarovaných vzorů.
Horní, základní tkanina je jemnější, nejčastěji z filamentů v plátnové vazbě, stehová tkanina na rubní straně se někdy počesává. K bohatšímu vzorování stehových tkanin musí být tkací stroje vybaveny listovým nebo žakárovým ústrojím.

## Druhy stehových tkanin
Ke stehovým tkaninám patří piké (se stehovou osnovou v několika variantách), matlasé (stehový útek) a podle některých odborníků (např. Kießling/Matthes) také kloké.
Označení piké se často používá jako souhrnný název všech druhů stehových tkanin, což může vést k záměnám a nedorozuměním.